# 吉姆·巴頓里
詹姆斯·萊羅伊·巴頓里（英語：James Leroy Bottomley，1900年4月23日—1959年12月11日），為美國職棒大聯盟的一壘手與總教練。生涯曾效力過紅雀、紅人與布朗(今金鶯)等隊。

## 職業生涯

### 聖路易紅雀
1922年8月18日，巴頓里接替Jack Fournier的位置，成功登上大聯盟。1923年，巴頓里正式成為紅雀隊的先發一壘手。該年他的打擊率為3成71，排名國聯第二。另外94分打點為國聯第十高。
1924年9月16日，巴頓里在面對道奇隊的比賽中寫下個人單場12分打點的大聯盟紀錄。而前紀錄保持人Wilbert Robinson正好就是當時道奇隊的總教練。該年他的打擊率為3成16，並敲出14轟與111分打點。另外，他在8月29日成為大聯盟最後一位有助殺記錄的左撇子二壘手。
1925年，巴頓里的打擊率為3成67，再度排在國聯第二。不過他敲出國聯最多的227支安打，以及國聯第三高的128分打點。隔年他的打擊率為2成98，並敲出國聯次高的19轟與國聯最高的120分打點。他在1926年世界大賽的打擊率高達3成45，最終紅雀擊敗洋基奪冠。
1927年，巴頓里打回124分打點名列國聯第四。1928年，他以3成25的打擊率，外帶31轟與136分打點的成績拿下國聯全壘打王與打點王，還拿下國聯MVP。他也成為大聯盟史上第二位進入20-20-20俱樂部的球員。紅雀再度進軍世界大賽，但他的打擊率只有2成14，最後洋基復仇成功，拿下世界大賽冠軍。
1929年，巴頓里敲出29轟與137分打點。1930年世界大賽，巴頓里的打擊率是慘不忍睹的0成45，最終紅雀輸給運動家。而巴頓里也表示這是他生涯打過最糟的世界大賽。
因為巴頓里在世界大賽的糟糕表現，讓許多人開始懷疑他在下個賽季能否找回過往身手。後來紅雀隊的一壘手瑞伯·柯林斯下放到小聯盟，巴頓里也頂替上一壘手的位置。然而他在球季初就受傷缺陣好幾場比賽，讓柯林斯又回到紅雀擔任一壘手。最後巴頓里整季打擊為3成482，僅次於比爾·泰瑞的3成486和齊克·哈菲的3成489，是大聯盟史上球員打擊率前三名最接近的一次。1931年世界大賽，巴頓里的打擊率只有1成60，不過紅雀復仇成功，拿下6年內的第二座冠軍。1932年，他僅出賽91場比賽，打擊率為2成96。

### 辛辛那提紅人
1932年球季結束後，紅雀將巴頓里交易到紅人，換來Ownie Carroll和Estel Crabtree。不過之後他和紅人因為薪資談不攏，一度被強迫退休。後來他和球隊簽下1年合約，簽約金落在1萬至1萬3000美元之間。1933年，他敲出13轟與83分打點。之後他又在球隊待了2年，單季打擊率都不到2成83，打點數也不到83分。1935年春訓，他因為再度和球隊陷入薪資爭議而離隊，不過他在4月份又重返紅人。

### 聖路易布朗
1936年球季開打前，紅人將巴頓里交易到布朗，換來Johnny Burnett。他在7月份一度因為背傷宣布退休，但之後他又收回退休的決定。整季他的打擊率為2成98。
1937年，布朗在拿下25勝52敗後，將總教練羅傑·霍斯比解雇，改由巴頓里擔任新總教練。雖然巴頓里的打擊率為2成39，但布朗最終僅拿下46勝108敗。而此時巴頓里已是美聯前10老的球員。
球季結束後，布朗不與巴頓里續約。1938年，他在小聯盟擔任球員兼總教練。不過由於小聯盟球隊戰績不佳，因此巴頓里選擇在季中辭職，並正式結束棒球生涯。

## 生涯打擊成績
| 出賽次數 | 打席 | 打數 | 得分 | 安打 | 二安 | 三安 | 全壘打 | 打點 | 盜壘 | 保送 | 三振 | 打擊率 | 上壘率 | 長打率 | OPS  |
| -------- | ---- | ---- | ---- | ---- | ---- | ---- | ------ | ---- | ---- | ---- | ---- | ------ | ------ | ------ | ---- |
| 1991     | 8358 | 7471 | 1177 | 2313 | 465  | 151  | 219    | 1422 | 58   | 664  | 591  | .310   | .369   | .500   | .869 |

## 外部連結
- 球員資訊和成績在MLB ，ESPN ，Retrosheet ，Baseball Reference ，Baseball Reference (Minors) ，Fangraphs ，The Baseball Cube （英文）